# Matthew MacLeod
Matthew MacLeod (* 1973) ist ein kanadischer Umweltchemiker.

## Leben
MacLeod legte von 1999 bis 2002 unter dem Titel „Contaminant fate models to support the sustainable use of chemicals in North America“ seine Dissertation an der Trent University ab. Nach einem Postdoc am Lawrence Berkeley National Laboratory forschte er von 2004 bis 2010 an der ETH Zürich. In der Folge nahm er eine Stelle als Assistenzprofessor an der Stockholm University an. Seit 2016 ist er ordentlicher Professor im Umweltwissenschaftsdepartement der Universität Stockholm, wo er Leiter der Gruppe Contaminant Chemistry ist. Sein Fachgebiet ist die organische Umweltchemie sowie die Modellierung des Umweltverhaltens von Schadstoffen. Insbesondere untersucht MacLeod Faktoren, welche die Exposition von Mensch und Umwelt gegenüber Schadstoffen steuern.

## Weiteres
Laut Google Scholar hat MacLeod einen h-Index von 63.
Er ist seit 2016 Associate Editor der Fachzeitschrift Environmental Science: Processes & Impacts. Zudem ist er im Editorial Advisory Board der Fachzeitschrift Environmental Science & Technology Letters.